# Марк Вілсон (ірландський футболіст)
Марк Вілсон (англ. Marc Wilson; нар. 17 серпня 1987, Агагаллон) — ірландський футболіст, захисник національної збірної Ірландії та англійського клубу «Болтон Вондерерз».

## Клубна кар'єра
Народився 17 серпня 1987 року. Вихованець юнацьких команд футбольних клубів «Манчестер Юнайтед» та «Портсмут».
У дорослому футболі дебютував 2006 року виступами на умовах оренди за «Йовіл Таун», в якому того року взяв участь лише у 2 матчах чемпіонату. Згодом, у 2007, також як орендованих гравець виступав за «Борнмут» та «Лутон Таун».
Повернувшись 2008 року до «Портсмута», почав активно залучатися до його основної команди. Відіграв за клуб з Портсмута наступні два сезони своєї ігрової кар'єри.
До складу клубу «Сток Сіті» приєднався 31 серпня 2010 року. Відтоді встиг відіграти за команду з міста Сток-он-Трент 145 матчів в національному чемпіонаті.

## Виступи за збірні
Попри народження у Північній Ірландії та, відповідно, великобританське громадянство гравець вирішив на рівні збірних захищати кольори Республіки Ірландія, чим спровокував суперечку між відповідними футбольними асоціаціями щодо правомірності обирання самим гравцем, за збірні котрої з двох Ірландій йому виступати.
Протягом 2006–2007 років залучався до складу молодіжної збірної Ірландії. На молодіжному рівні зіграв в одному офіційному матчі.
2011 року дебютував в офіційних матчах у складі національної збірної Ірландії. Наразі провів у формі головної команди країни 25 матчів, забивши 1 гол.

## Досягнення
- Володар Кубка Англії (1):

Портсмут: 2007-08